# 木附久美子
木附 久美子（きづき くみこ、1964年2月4日 - ）は、日本の女性声優。マウスプロモーション（旧社名：江崎プロダクション）所属。新潟県出身。

## 略歴
東京アナウンスアカデミー(現：東京アナウンス・声優アカデミー)・NHK-CTI日本語センターアナウンスカレッジ、江崎プロダクション養成所を経て、マウスプロモーション（旧社名：江崎プロダクション）に所属。

## 人物
趣味・特技は日常英会話。

## 出演

### テレビアニメ
- 剣風伝奇ベルセルク（女官）
- トム&ジェリー（美人猫）

### Webアニメ
- マウスどうぶつえん

### ゲーム
- 夢幻夜想曲

### 吹き替え
- グース
- クリスマス黙示録
- 刑事ナッシュ・ブリッジス（レーナ、ジンジャー）
- ザ・クラフト
- シャロウ・グレイブ
- 13日の金曜日シリーズ
- ジョーズ・アパートメント
- SET IT OFF
- ニキータ（ゲイル）
- ハイスクール・ハイ
- Babes in toyland（小鼠）
- プリフォンテーン
- マチルダ
- マンハッタン・ラプソディ
- ラストサマー2
- ラリー・フリント